# インカレポエトリ
「インカレポエトリ（The Incollepoetry）」は、2019年に全国の大学で詩の授業を受講している学生たち（およびその卒業生）に詩作の発表および交流の場を提供するために発足したインターカレッジ・サークル/結社。書店七月堂発売の詩誌『インカレポエトリ』（既刊7号）を編纂・発行する。

## 概要
2019年夏、詩人の伊藤比呂美と朝吹亮二が詩賞の贈呈式で会った際、伊藤は早稲田大学で詩の演習講座を担当しており、朝吹も慶應大学で前年まで詩の授業を担当していたことから意気投合。2人が顔を合わせたのは約40年ぶりで、一緒に何か活動ができないかと話し合ううちに話が膨らんだ。後、詩誌『インカレポエトリ』創刊号の巻末文章において、伊藤は「真剣に詩に向き合う若い人たちがこんなにいるのに、それを世間に紹介することができなくて、何がおとなで何が詩人かと無力さにもだえていた」ことを朝吹と話し合ったことが、企画が立ち上がった契機となったと述べている。当初は両校だけで活動する団体を考えていたが、大学で教職に就く詩人たちにも呼びかけた結果、6校から90人近い学生の参加したい旨の打診があった。
2019年10月には、伊藤と朝吹をはじめとした8人の詩人によって詩誌（アンソロジー詩集）『インカレポエトリ』創刊号「鹿」を刊行。創刊号には、愛知淑徳大学10名、慶応義塾大学25名、埼玉大学8名、都留文科大学9名、文教大学6名、早稲田大学28名、計86名の学生が参加し、作品を掲載した。創刊に際して、伊藤は「詩の雑誌の投稿欄だけでは、外に出て行く機会が少ない。詩集を刊行することで、若い才能をちゃんと世に送り出していきたい」と述べており、朝吹も「この中から、必ずや力のある詩人たちが育っていくと信じている」と発言している。第3号までの参加大学は、愛知淑徳大学、関東学院大学、京都芸術大学、慶應義塾大学、國學院大學、埼玉大学、都留文科大学、名古屋芸術大学、フェリス女学院大学、文教大学、立教大学、立正大学、早稲田大学。第4号から東京大学、和光大学の学生が参加。詩誌および叢書は、朝吹亮二、新井高子、伊藤比呂美、笠井裕之、川口晴美、北川朱実、城戸朱理、小池昌代、小沼純一、管啓次郎、瀬尾育生、永方佑樹、中村純、野村喜和夫、蜂飼耳、樋口良澄による合議で選考、編集を行っている。
選抜したメンバーの叢書を2020年7月から順次出版している。同叢書1冊目として出版された小島日和『水際』が、2021年2月に第26回中原中也賞を受賞。同叢書からは大島静流『飛石の上』も最終候補に残っていた。同じ叢書が中原中也賞の最終候補作に残ったのは史上初であった。2022年2月には、同叢書の國松絵梨 『たましいの移動』が第27回中原中也賞を受賞。同叢書が2年連続での受賞となった。
なお「インカレポエトリ」に対して、荒川洋治は、教師の指導を受け、複数の大学が連携した結果として詩集が生まれる環境に疑問を呈し、「自分の表現を本当にやっていくには、群れから離れ、自分の場所を切り開いていく独立性が必要だ」と述べており、高橋源一郎もこの意見には同意しつつ、「ただ、同人誌などの活動が縮小する中、「インカレポエトリは、失われたコミュニティーとなっている」と語り、その存在意義の一面を認めている。
中部地方では「インカレポエトリ」参加者を中心として愛知淑徳大学、東海学園大学、名古屋芸術大学の学生による詩誌『ナゴヤ ポエトリ・ナラティヴズ』が刊行されたことがある。

## ゆかりのある詩人
「インカレポエトリ」に在籍中、または在籍した会員の詩集を以下に記す。
2020年
- 小島日和 『水際』（インカレポエトリ叢書I、2020年7月）
- 川上雨季 『節節』（インカレポエトリ叢書II、2020年7月）
- 内堀みさき 『普遍の一途』（インカレポエトリ叢書III、2020年9月）
- 大島静流 『飛石の上』（インカレポエトリ叢書IV、2020年10月）
- 長谷川美緒 『稼働する人形』（インカレポエトリ叢書V、2020年12月）

2021年
- 赤司琴梨 『個室』（インカレポエトリ叢書VI、2021年1月）
- 久納美輝 『アイスバーン』（インカレポエトリ叢書VII、2021年2月）
- 長尾早苗 『聖者の行進』（インカレポエトリ叢書VIII、2021年3月）
- 牛山茉優 『洞』（インカレポエトリ叢書IX、2021年4月）
- 二見遼 『Lolita』（インカレポエトリ叢書X、2021年5月）
- 國松絵梨 『たましいの移動』（インカレポエトリ叢書XI、2021年8月）
- 佐々波美月 『きみには歩きにくい星』（インカレポエトリ叢書XII、2021年10月）

2022年
- 澤田七菜 『阿坂家は星のにおい』（インカレポエトリ叢書XIII、2022年3月）
- 青木風香 『ぎゃるお』（インカレポエトリ叢書XIV、2022年4月）
- 髙草木倫太郎 『電解質のコラージュ』（インカレポエトリ叢書XV、2022年6月）
- 村野キサラヲ 『コンピレーション』（インカレポエトリ叢書XVI、2022年7月）
- 真夏あむ 『EXPLOSION』（インカレポエトリ叢書XVII、2022年11月）

2023年
- 奥山紗英 『双子』（インカレポエトリ叢書XVIII、2023年4月）
- 牛島映典 『ミントとカツ丼』（インカレポエトリ叢書XIX、2023年5月）
- 森田陸斗 『水門破り』（インカレポエトリ叢書XX、2023年6月）
- 栁川碧斗 『ひかりのような』（インカレポエトリ叢書XXI、2023年7月）
- 今宿未悠 『還るためのプラクティス』（インカレポエトリ叢書XXII、2023年8月）
- 川窪亜都 『鋏と三つ編み』（インカレポエトリ叢書XXIII、2023年9月）
- 大島静流『蔦の城 lux poetica④』（思潮社、2023年11月）

2024年
- 源川まり子 『アウフタクト』（インカレポエトリ叢書XXIV、2024年1月）
- 水野小春 『あざらし』（インカレポエトリ叢書XXV、2024年2月）
- 田村奏天 『ヒトノマ』（インカレポエトリ叢書XXVI、2024年4月）
- 神田智衣 『ふっとこわばる』（インカレポエトリ叢書XXVII、2024年8月）
- 寺道亮信 『乳既』（インカレポエトリ叢書XXVIII、2024年8月）
- ローレル・テイラー 『Human 構造』（インカレポエトリ叢書XXIX、2024年11月）

2025年
- 成田凛 『猫式Nyanical』（インカレポエトリ叢書XXX、2025年1月）

## 関連記事
- 朝吹亮二「風の広場 詩でしか出来ないことがある : 「インカレポエトリについて」」 : 『詩と思想』2020年7月号
- 新井高子「疾風怒濤の青 : 大学間連携詩誌「インカレポエトリ」の編集をめぐって」 : 『現代詩手帖』2020年12月号
- 「座談会：大学授業で詩をつくる――「インカレポエトリ」をめぐって」 : 『三田文学』No.144（2021年冬季号）
- 山﨑修平「詩誌月評 詩と遭遇する[「インカレポエトリ」大島静流、齊藤夏希、寺道亮信 他]」 : 『現代詩手帖』2022年1月号
- 「詩を教わることはできるのか――詩との出会いから、中也賞受賞まで」（小島日和と國松絵梨との対談) : 『三田文學』No.150（2022年夏季号）